# ヤン・シンデル
ヤン・シンデル（チェコ語: Jan Šindel, Jan Ondřejův, Jan z Prahy, ドイツ語: Schindel, Johannes Andreae, Johannes von Prag, ラテン語: Joannes de Praga、1370年 - 1443年頃）は、フラデツ・クラーロヴェー出身の数学者、天文学者である。1410年にプラハ・カレル大学の総長となった。
シンデルの天文表と天文図は、ティコ・ブラーエにも用いられたと言われている。彼は天文機器にも興味を持ち、カダニのミクラシュとともに1410年にプラハの天文時計を設計した。
小惑星番号3847番の小惑星シンデルは、彼の名前にちなんでいる。